# Nowe Miasto Lubawskie (Landgemeinde)
Die Gmina wiejska Nowe Miasto Lubawskie ist eine Landgemeinde im Powiat Nowomiejski in der Woiwodschaft Ermland-Masuren in Polen. Sie zählt 8311 Einwohner (31. Dezember 2020) und hat eine Fläche von 138 km², die zu 17 % von Wald und zu 69 % von landwirtschaftlicher Fläche eingenommen wird. Verwaltungssitz der Landgemeinde ist das Dorf Mszanowo, namensgebend die Stadt Nowe Miasto Lubawskie (deutsch Neumark in Westpreußen), die ihr als eigenständige Stadtgemeinde nicht angehört.

## Gemeindegliederung
Die Landgemeinde umfasst 16 Ortsteile mit Schulzenamt und 6 weitere Ortschaften:
| Polnischer Name  | Deutscher Name (bis 1920 und 1939–45) | Polnischer Name      | Deutscher Name (bis 1920 und 1939–45) |
| ---------------- | ------------------------------------- | -------------------- | ------------------------------------- |
| Bagno            | Bagno 1866–1945 Ludwigslust           | Mszanowo             | Mszannowo 1864–1945 Weidenau          |
| Bratian          | Brattian                              | Nawra                | Nawra 1942–45 Neber                   |
| Chrośle          | Chrosle 1942–45 Krossel               | Nowy Dwór Bratiański | Neuhof                                |
| Gryźliny         | Grischlin 1942–45 Escherlin           | Pacółtowo            | Groß Pacoltowo 1942–45 Petzelsdorf    |
| Gwiździny        | Gwisdzyn 1942–45 Quesendorf           | Pustki               | Pustken                               |
| Jamielnik        | Jamielnik 1942–45 Mispelwald          | Radomno              | Radomno 1942–45 Radem                 |
| Kaczek           | Kaczek 1942–45 Entenmühle             | Skarlin              | Skarlin 1942–45 Scharlen              |
| Łąki Bratiańskie | Königlich Lonk 1942–45 Großlanken     | Tylice               | Tillitz                               |
| Lekarty          | Lekarth 1942–45 Erhardsdorf           |                      |                                       |